# 徐郭平
徐郭平（1961年9月—），男，江苏泰兴人，中华人民共和国政治人物。博士研究生学历，第十二届全国人民代表大会江苏地区代表。

## 生平
1978年入华东工学院化学工程系含能材料专业学习，毕业后攻读该校化学工程系高分子化学专业硕士研究生和化学工程系高分子化学专业博士研究生。1984年12月参加工作。1986年6月加入中国共产党。1988年4月留校任教。1988年12月，转任康华实业公司干部；1990年5月，调入中国江苏国际经济技术合作公司，历任进出口贸易公司干部、化工部经理；对外贸易分公司经理；总经理助理、对外贸易分公司经理；公司董事、总经理助理、对外贸易分公司经理；公司董事、副总经理、党组成员等职。2003年5月，出任镇江市副市长；2005年12月，任中共镇江市委常委、组织部部长；2007年1月，改任江苏省安全生产监督管理局局长、党组书记，江苏煤矿安全监察局局长、党组书记；2009年7月，转任江苏省人力资源和社会保障厅厅长、党组书记。2010年7月，被任命为中共泰州市委副书记，市政府代理市长；2011年1月，正式当选为泰州市人民政府市长。2013年，被选为全国人大代表。同年12月，出任江苏省国资委主任、党委书记兼中共江苏省委组织部副部长。2018年2月24日，当选为第十三届全国人大代表。
2025年5月29日，因涉嫌嚴重違紀違法，接受江苏省紀委監委紀律審查和監察調查